# Saint-Mandrier-sur-Mer

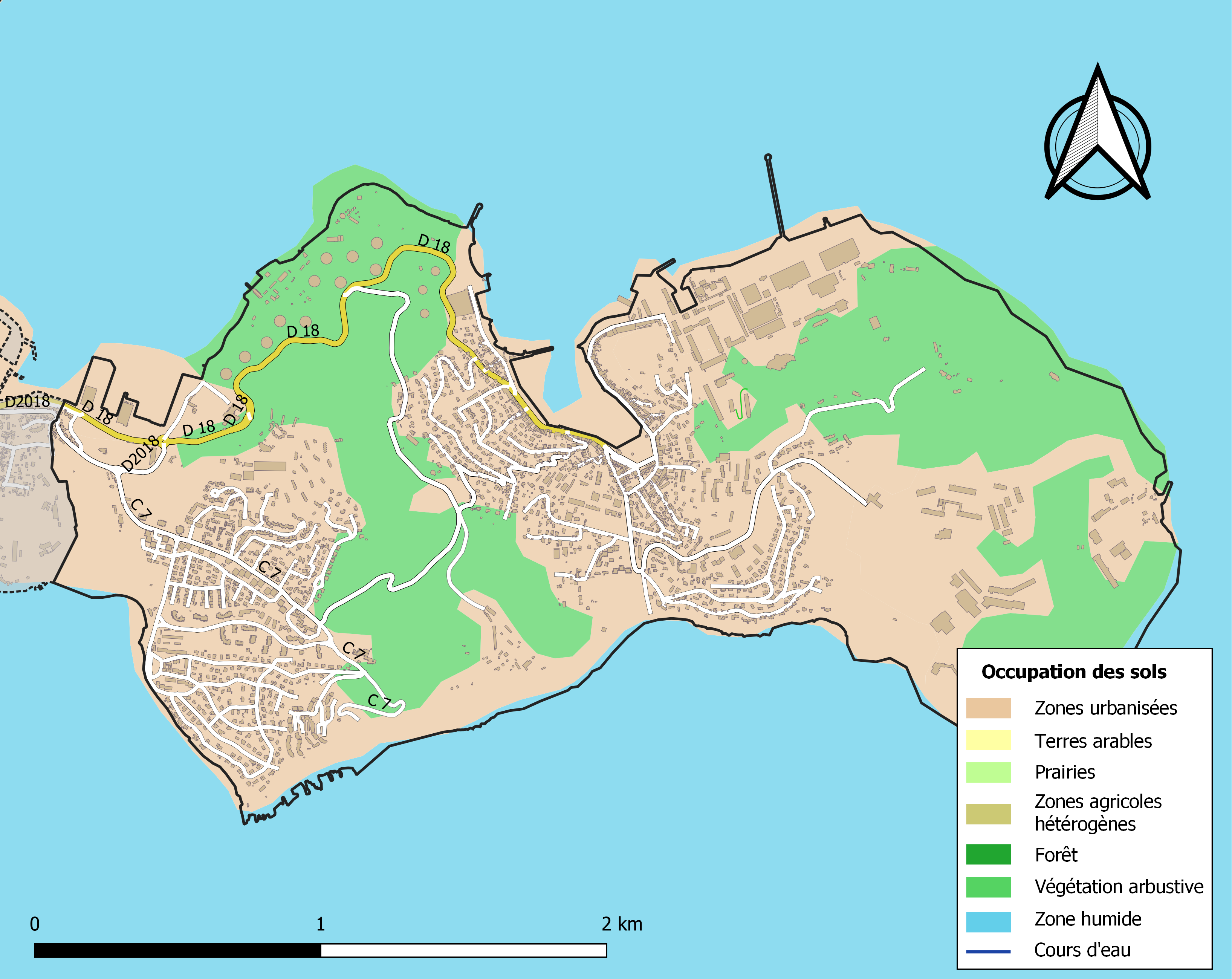
Saint-Mandrier-sur-Mer, 2018

Saint-Mandrier-sur-Mer ist eine französische Gemeinde mit 6064 Einwohnern (Stand 1. Januar 2022) an der Mittelmeerküste (Côte d’Azur). Sie liegt im Département Var in der Region Provence-Alpes-Côte d’Azur und gehört zum Kanton La Seyne-sur-Mer-2 im Arrondissement Toulon.

## Geografie
Saint-Mandrier-sur-Mer liegt auf der Halbinsel Presqu’île de Cépet, die, nur über eine schmale Sandbank mit dem Festland verbunden, in die Bucht von Toulon ragt. Nach Süden hin fällt die Felsküste weitgehend steil zum Meer hinab. Im Norden liegt, geschützt in einer weit eingeschnittenen Bucht der Hafen mit dem alten Ortskern. Der höchste Punkt der Halbinsel, die mit ihren Schieferformationen geologisch zum Massif des Maures zählt, liegt 124 m.

## Geschichte
1268 wird in den Quellen erstmals von einer Ecclesia Sanctae Mandreae gesprochen, deren Name auf Mandrianus und Flavianus, zwei sächsische Soldaten im ostgotischen Heer, zurückgeht, die in Toulon getauft wurden und sich auf der Halbinsel niederließen.
Die Schriftstellerin George Sand (1804–1876) beschrieb in ihrem Roman Tamaris die Halbinsel und ihre Nachbarschaft im 19. Jahrhundert.
Als sich Frankreich im Zweiten Weltkrieg unter deutscher Besatzung befand, gerieten die Besatzer durch die Befreiungskampagnen der Forces françaises libres und der Alliierten zunehmend ins Hintertreffen. Im August 1944 zogen sich die letzten Deutschen in diesem Küstenabschnitt unter Heinrich Ruhfus auf die Halbinsel zurück, wo sich Ruhfus am 27. August 1944 um 23:45 Uhr ergab.
Im Jahr 1950 wurde Saint-Mandrier-sur-Mer mit der Abtrennung von La Seyne-sur-Mer selbständige Gemeinde.

## Sehenswürdigkeiten
- Der Küste entlang, rund um den kleinen Hafen, liegt die alte Fischersiedlung.
- Das ehemalige Marinehospital (heute die Mechanikerschule) wurde von Sträflingen des Zuchthauses in Toulon erbaut.

## Wirtschaft
Saint-Mandrier ist ein Badeort mit einem Fischereihafen. Im Umland der Gemeinde wird Gemüse angebaut.
Im Bereich von Industrie und Handwerk sind vor allem Bau und Instandsetzung von Schiffen ein bedeutender Faktor.
Die französische Armee unterhält einen Stützpunkt der Marineflieger mit einem Ausbildungszentrum für Mechanikerlehrlinge der Flotte.

## Trivia
Aufgrund der Stationierung der französischen Armee in Saint-Mandrier-sur-Mer wird aus Sicherheitsgründen bei Kartendiensten (z. B. Apple Maps, Google Maps) der größte Teil des Gemeindegebietes unkenntlich dargestellt.